# Orazio Vecchi
Orazio Vecchi (6 de diciembre de 1550 (bautizado) - 19 de febrero de 1605), fue un compositor italiano del Alto Renacimiento. Nació en Módena, y estudió con Salvatore Essenga, un monje de la Orden de los Servitas de esa ciudad. Por otra parte, se preparó religiosamente en un monasterio benedictino, concluyendo los estudios sacerdotales alrededor del año 1577.

## Vida
Hacia finales de la década de 1570, estableció contacto con compositores de la Escuela de Venecia (por ejemplo Claudio Merulo y Giovanni Gabrieli), a partir de que colaboró con ellos en la elaboración de una sestina para el casamiento de un duque. Durante este período acompañó al conde Baldassare Rangoni en sus viajes, yendo a Bérgamo y Brescia.
Él fue maestro di cappella (director de música) en la catedral de Saló entre 1581 y 1584. Luego de esto, fue el maestro de coro en la catedral de Reggio Emilia, hasta 1586. En ese año se trasladó a Correggio, donde fue nombrado canon en la catedral local; compuso copiosamente durante su estancia allí, aunque se sintió aislado de los grandes centros musicales de Italia como Roma, Venecia, Florencia y Ferrara. 
Finalmente, se mudó a Módena, donde recibió el cargo de mansionario (sacerdote que también está a cargo del coro). Aparentemente, tuvo serias dificultades económicas durante este tiempo, a las que aludió en sus cartas y, ocasionalmente, en sus composiciones.
En 1597 visitó Venecia, donde publicó una serie de canzonettas. Además, ese mismo año publicó una enorme cantidad de otras obras suyas, incluida L'Amfiparnaso, que es su composición más conocida.
El duque Cesare d'Este contrató a Vecchi en el año 1598 para ser su maestro di corte, y Vecchi lo acompañó a Roma y Florencia en el año 1600; en este último lugar, escuchó la ópera Euridice, de Jacopo Peri. Después regresó a Módena donde continuó sirviendo en la catedral hasta su muerte, en el año 1605.

## Música e influencias
Vecchi es célebre por sus madrigales, especialmente algunos de ellos agrupados en una nueva forma musical llamada "comedia madrigalística". Éste era un entretenimiento ligero, popular y dramático a fines del siglo XVI, a veces considerado como uno de los precursores de la ópera.
También publicó libros de canzonettas, una alternativa ligera a los madrigales, a medio camino entre estos y las villanellas, en cuanto a complejidad y seriedad. Publicó madrigales serios, pero no en cantidad como otros compositores (como Luca Marenzio).
Su música sacra muestra la influencia de la Escuela de Venecia, con la característica antífona y también contraste entre secciones de compás binario y ternario.